# Immeuble Le Moustoir
L'immeuble Le Moustoir (aussi surnommé Les Échasses ou l'immeuble à Échasses) est un immeuble d'habitation de Lorient dans le Morbihan (France).

## Localisation
Le bâtiment est situé rond-point du Moustoir, à Lorient, à environ 500 m à vol d'oiseau au sud-ouest de la gare. Avant travaux, il était prévu pour prendre place sur les rives du Ter.

## Historique
L'immeuble est construit entre  1961 et 1963, d'après les plans de l'architecte Henri Conan, pour l'office HLM de Lorient.
Le bâtiment obtient le label « Patrimoine du XXe siècle » le 23 novembre 2006.

## Architecture
Construit en béton armé, le bâtiment constitue un parallélépipède d'environ 85 × 10 × 45 m,. La façade est constituée d'éléments préfabriqués. Sur une élévation de 12 étages, prennent place 99 logements (essentiellement des duplex traversants). L'accès aux appartements se fait par des coursives extérieures du côté nord.
Inspiré par Le Corbusier, cet immeuble est bâti sur pilotis sur ses deux tiers. Le toit-terrasse est accessible à ses habitants. Un séchoir collectif  et une aire de jeux y ont été aménagés. Un deuxième bâtiment, à vocation commerciale, est construit sous le pignon est.